# Хей он Уай
Хей он Уай (на английски: Hay-on-Wye; на уелски: Y Gelli Gandryll и Y Gelli, Ъ Гѐли Га̀ндрил и Ъ Гѐли, произнася се по-близко до Ъ Гѐхли Га̀ндрихл и Ъ Гѐхли) е малък град в Югоизточен Уелс, графство Поуис. Разположен е на границата с Англия около река Уай и на около 40 km на север от столицата Кардиф. Популярна туристическа дестинация заради търговията с книги. От 1988 г. тук се провежда литературен фестивал. Населението му е 1846 души според данни от преброяването през 2001 г.

## Побратимени градове
- Рьодю Белгия
- Тимбукту Мали